# 山崎聖天
山崎聖天（やまざきしょうてん）は、京都府乙訓郡大山崎町にある真言宗系単立の寺院。山号は妙音山。本尊は十一面千手観音。正式の寺号は観音寺である。歓喜天（聖天）が祀られており、山崎聖天の通称で信仰を集めている。
天王山の東側山腹に位置する境内には桜が多く植えられており、春には多くの参拝者が訪れる。

## 歴史
寺伝では昌泰2年（899年）に宇多法皇（寛平法皇）により勅願寺として創建されたというが、その後衰退する。
江戸時代初期に摂津国勝尾寺の僧・木食以空によって、この地にあった聖徳太子の作と伝えられる十一面千手観音を本尊とし、再興された。
その後、歓喜天（聖天）を祀るようになると霊元天皇、東山天皇、中御門天皇の篤い帰依を受けたほか、商売繁盛・家運隆昌を願う住友家、三井家、鴻池家などを始めとする京都、大坂、堺の商人達の信仰を受けて大いに発展した。また、当寺の名称は観音寺であるが、聖天の方が有名になってしまい、「山崎の聖天」と呼ばれるようになった。
この山崎の地には西国街道と山崎宿があり、東から順に観音寺、宝積寺、西観音寺（現・椎尾神社）が並び立ち、にぎやかな場所であった。
しかし、元治元年（1864年）の禁門の変の際に尊皇攘夷派の真木保臣を始めとする十七烈士らが天王山に陣地を置いたために幕府軍の攻撃に巻き込まれてしまい、事前に避難させていた本尊の十一面千手観音像と歓喜天像、土蔵を残して全焼してしまった。
1868年（明治元年）6月に神仏分離や廃仏毀釈によって当寺の西にあった西観音寺は廃寺になり、椎尾神社となった。そのために仏堂は処分されることになり、1880年（明治13年）に当寺に移築され本堂、聖天堂、鐘楼が再興された。

## 境内
- 本堂 - 廃寺となった西観音寺（現・椎尾神社）の本堂を1880年（明治13年）に移築したもの。
- 聖天堂 - 西観音寺の堂を1880年（明治13年）に移築したもの。
- 土蔵 - 禁門の変の際に唯一焼け残ったもの。
- 光明殿 - もともとは仁和寺の浴油堂であったが、明治時代に移築された。
- 薬師堂
- 鐘楼 - 西観音寺の鐘楼を1880年（明治13年）に移築したもの。梵鐘は江戸幕府第5代将軍徳川綱吉の母・桂昌院による寄進。
- 大燈籠 - 元禄10年（1697年）に住友吉左衛門友信により寄進されたもの。住友家が所有する伊予国にある別子銅山の銅が使用されている。
- 放生池
- 庫裏
- 仁王門
- 西門
- 稲荷社

## 交通
- JR西日本東海道線山崎駅から徒歩12分
- 阪急電鉄京都本線大山崎駅から徒歩12分

## 周辺
- 天王山
- 妙喜庵
- 大山崎山荘美術館
- 大山崎町歴史資料館
- 大念寺
- 宝積寺
- 酒解神社
- サントリー山崎蒸溜所